# 今堀辰三郎

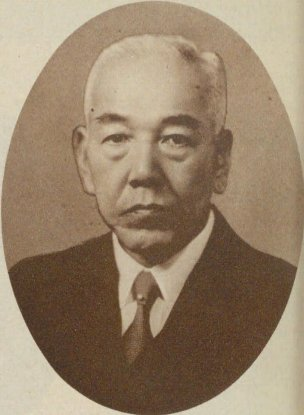
今堀辰三郎

今堀 辰三郎（いまほり たつさぶろう、1877年（明治10年）9月15日 - 1959年（昭和34年）12月29日）は、日本の衆議院議員（立憲民政党）、薬剤師。

## 経歴
愛知県名古屋市の三輪家に生まれ、今堀家を継いだ。1896年（明治29年）、日本薬学院を卒業。薬剤師試験に合格し、愛知県防疫官、愛知県衛生技師、東洋紡績株式会社嘱託、愛知薬学校（後の名古屋薬学専門学校、名古屋薬科大学。現在の名古屋市立大学薬学部）講師などを務めた。また日露戦争・シベリア出兵の際には陸軍薬剤官として従軍した。愛知県薬剤師会会長・名誉会長、名古屋売薬同業組合長、日本薬剤師会副会長などを歴任した。
1913年（大正2年）より名古屋市会議員に7度選出され、市参事会員にも選ばれ、議長を3度務めた。また愛知県会議員にも3度選ばれ、県参事会員、市部会議長を務めた。
1930年（昭和5年）、第17回衆議院議員総選挙に出馬し、当選を果たした。1934年（昭和9年）、全国市会議長会第3代会長に就任。
その他、東海製薬株式会社専務取締役・社長、中央製乳株式会社取締役、名古屋薬学専門学校常務理事を務めた。